# Villiers (Elveția)
Villiers este o comună cu 440 loc. în cantonul Neuchâtel, Elveția.